# Дадли, Роберт Чарльз
Роберт Чарльз Дадли (англ. Robert Charles Dudley, 1826, Хакни — 28 апреля 1909) — британский художник и иллюстратор.

## Биография
Крещён 27 сентября 1826.
Принимал участие в экспедициях по прокладке трансатлантического кабеля, на материале которых создал значительное количество рисунков, использовавшихся в том числе в книге англ. The Atlantic Telegraph Рассела (Sir William Howard Russell), изд. Day & Son, 1866.

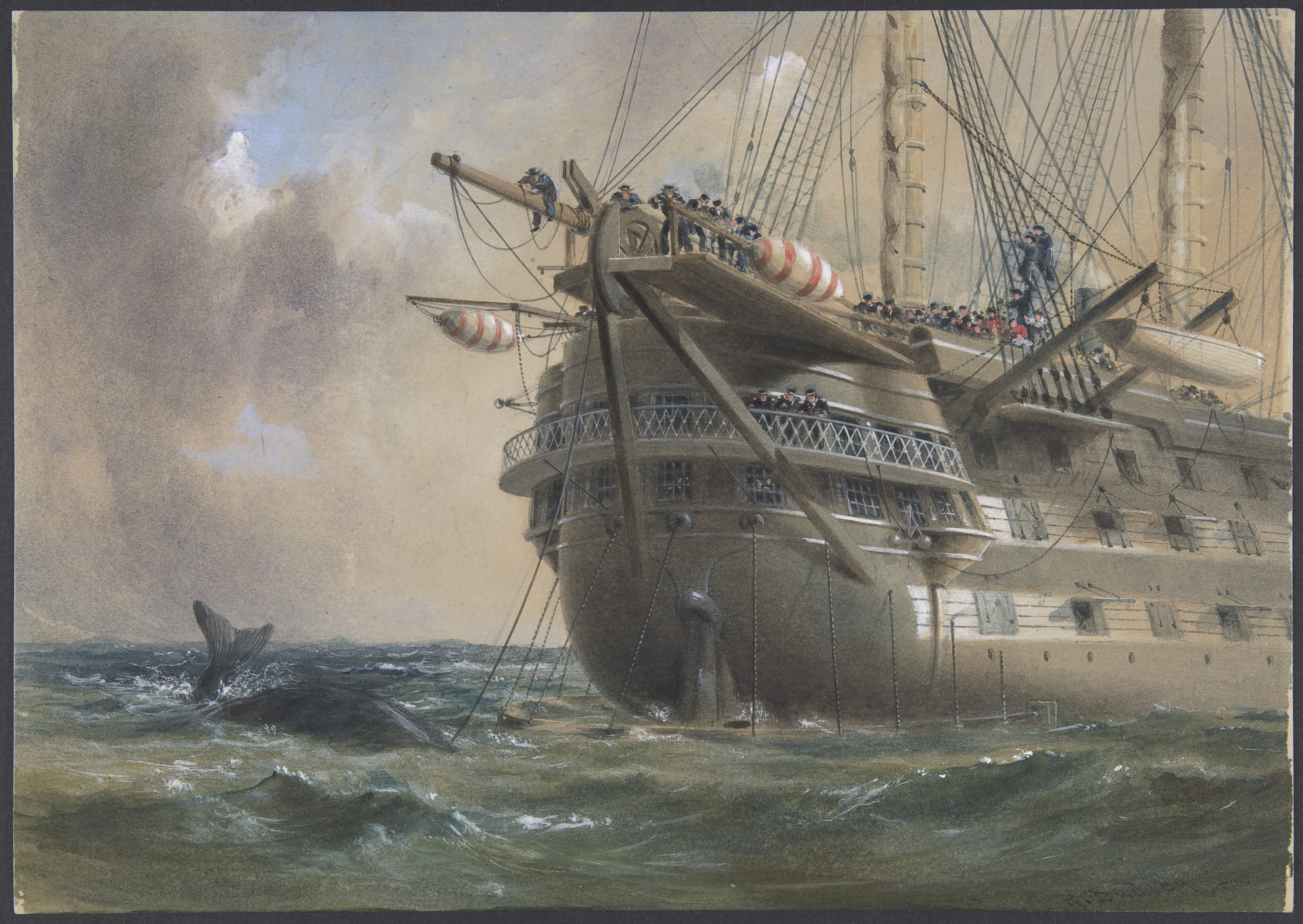
H.M.S. Agamemnon прокладывает трансатлантический кабель. 1858.
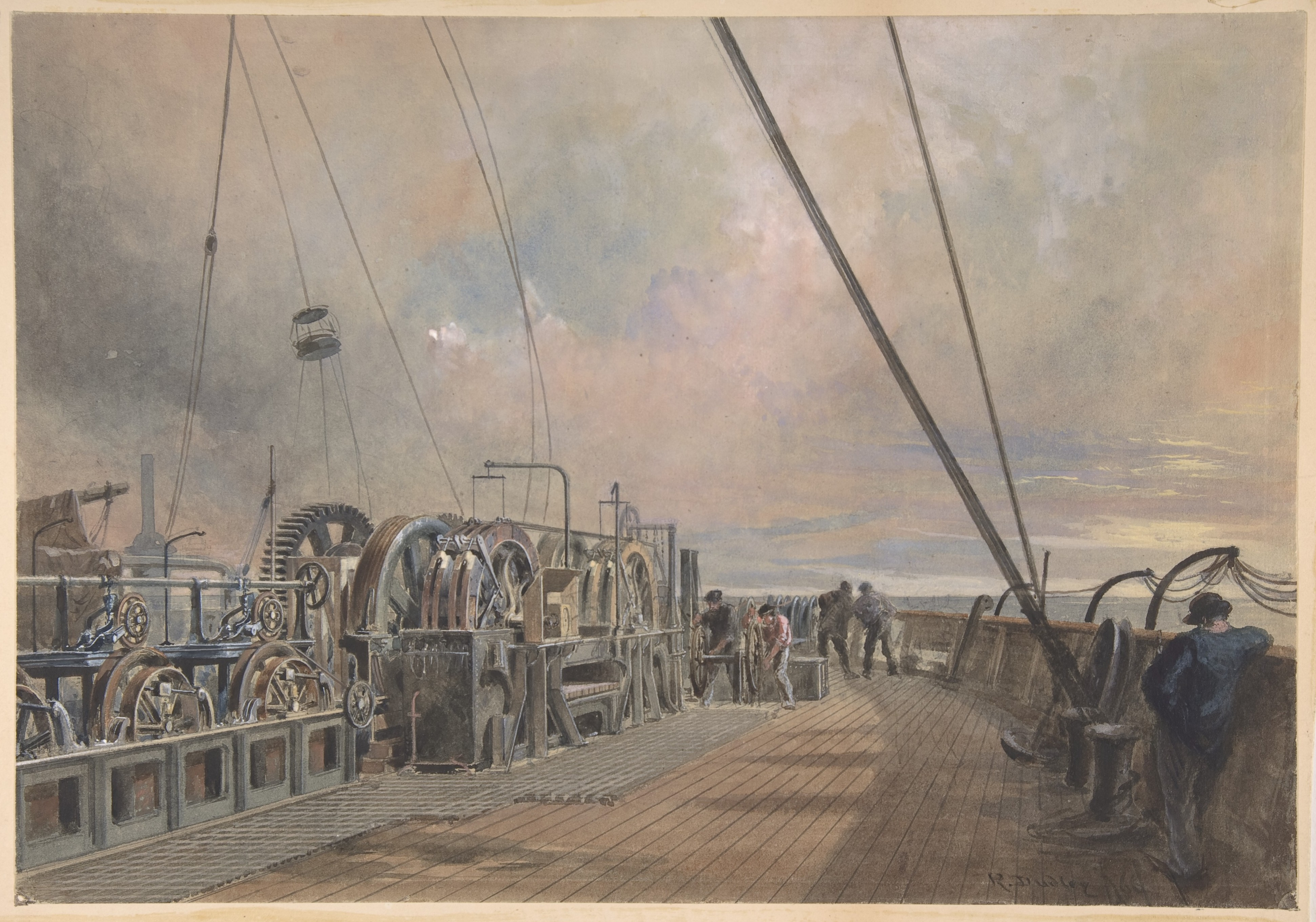
На палубе Грейт Истерн. 1866.
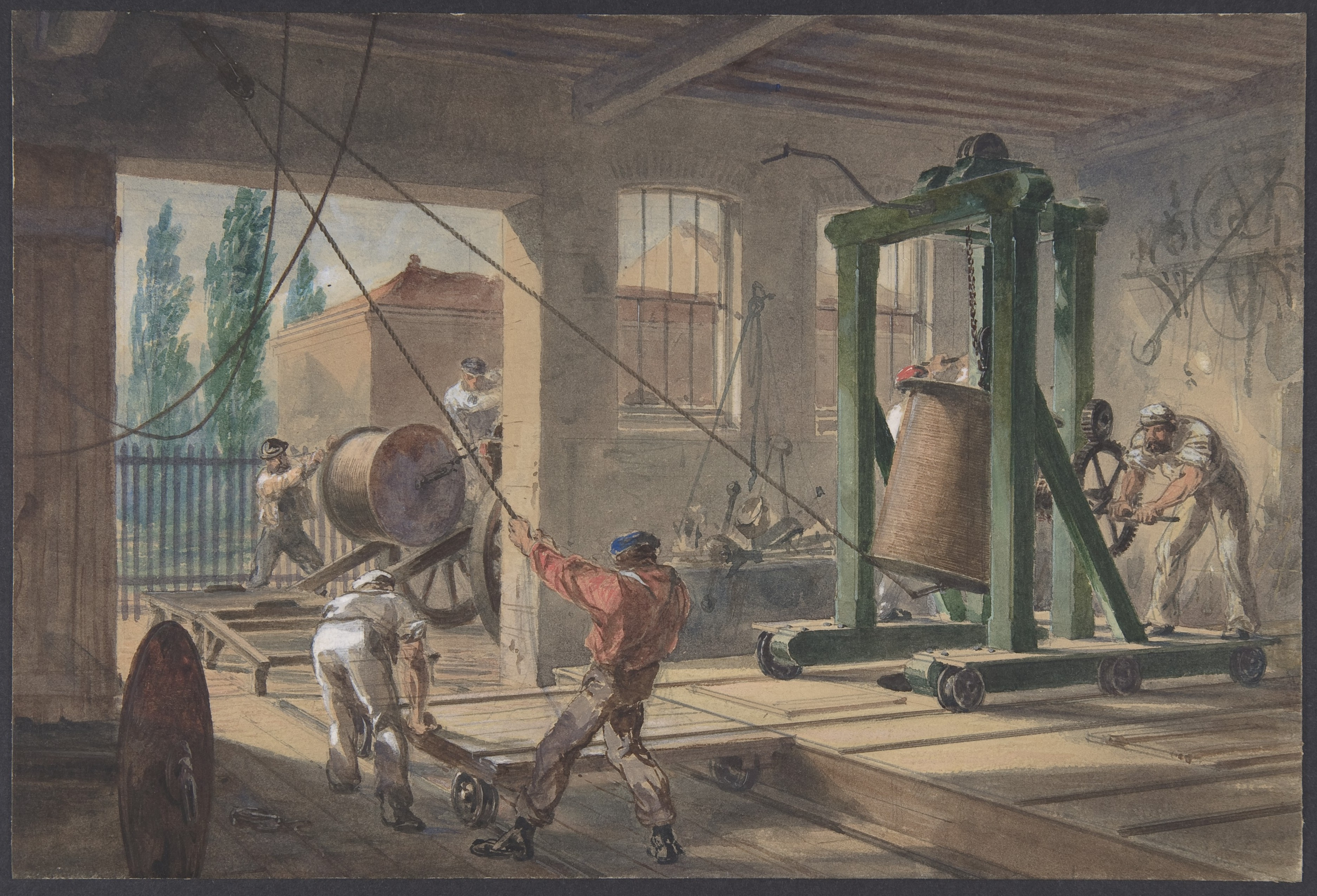
На заводе в Гринвиче медный кабель покрывают гуттаперчевой изоляцией, наматывают на катушки и отправляют в порт для погрузки на корабль.

## Галерея

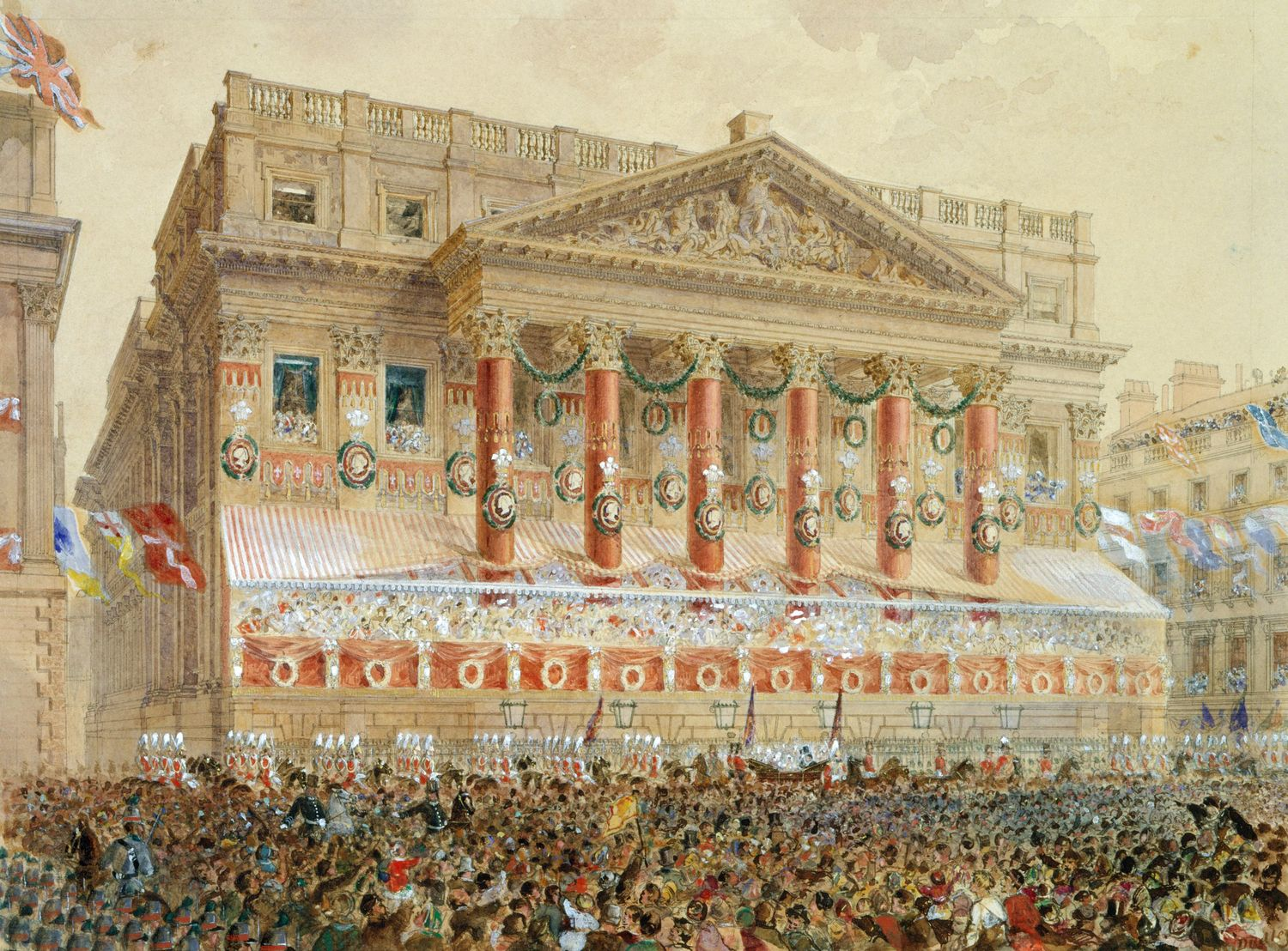
Торжественная встреча принцессы Александры 7 марта 1863 года.